# Synja
Die Synja (russisch Сыня) ist ein linker Nebenfluss des Ob in Westsibirien.

## Flusslauf
Die Synja entsteht im Südwesten des Autonomen Kreises der Jamal-Nenzen an der Westflanke des Polarurals am Zusammenfluss seiner beiden Quellflüsse Mokraja Synja (rechts) und Suchaja Synja (links). Sie fließt zuerst in überwiegend südlicher Richtung durch das Ural-Vorland, wendet sich dann aber nach Osten und erreicht das Tiefland und mündet in die Malaja Ob (Малая Обь, „Kleiner Ob“), ein westlicher Seitenarm des Obs. Die Synja hat eine Länge von 217 km (einschließlich des 87 km langen Mokraja Synja 304 km). 

## Hydrologie
Das Einzugsgebiet der Synja umfasst 13.500 km². 88 km oberhalb der Mündung beträgt der mittlere Abfluss (MQ) 96 m³/s. Zwischen Mai und Oktober ist der Fluss eisfrei.

## Flussfauna
Zur Fauna des fischreichen Flusses zählen Arktische Maräne, Peledmaräne, Große Bodenrenke (Coregonus nasus) und Tugun (Coregonus tugun).